# Borken
Borken (in basso tedesco Buorken) è una città della Renania Settentrionale-Vestfalia, in Germania.
Appartiene al distretto governativo (Regierungsbezirk) di Münster ed è capoluogo del circondario (Kreis) omonimo (targa BOR).
Borken si fregia del titolo di "Media città di circondario" (Mittlere kreisangehörige Stadt).

## Monumenti e luoghi d'interesse

### Architetture militari
- Castello di Gemen (Burg Gemen), nella frazione di Gemen[2][3]

## Amministrazione

### Gemellaggi
Borken è gemellata con:
- Albertslund, dal 1987
- Whitstable, dal 1987
- Bolków, dal 1997
- Mölndal, dal 1997
- Grabow